# Peypin
Peypin è un comune francese di 5 426 abitanti situato nel dipartimento delle Bocche del Rodano della regione della Provenza-Alpi-Costa Azzurra.

## Società

### Evoluzione demografica
Abitanti censiti

## Geografia fisica
Peypin si trova a 21 km da Marsiglia e 22 km da Aix.
La cittadina è situata a 307m di altitudine e circondata dalle rovine del castello con due bastioni fiancheggiati da cinque torri.